# Yanga Roland Fernández
Yanga  (Yan) Roland Fernández, kanadsko-ameriški astronom, * 10. junij 1971, Mississauga, Ontario, Kanada.
Rodil se je v kraju Mississauga v provinci Ontario. Odraščal je v New Yorku, Minneapolisu (Minessota) in Washingtonu. Obiskoval je Visoko šolo v Fort Myersu na Floridi.
Študiral je na Kalifornijskem tehnološkem inštitutu (Caltech). Doktoriral je na Univerzi Marylanda v College Parku.
Kot študent je že leta 1994 sodeloval pri vzdrževanju seznama naslovov elektronske pošte, ki so ga uporabljali astronomi za medsebojno komuniciranje pri opazovanju padca kometa Shoemaker-Levy 9 na Jupiter. V letih od 1999 do 2005 je deloval na Inštitutu za astronomijo na Univerzi Havajev. Pozneje je prevzel položaj profesorja na Univerzi Centralne Floride. Področje njegovega raziskovalnega dela je proučevanje lastnosti in razvoja kometov in asteroidov.
Skupaj s Scottom S. Sheppardom je odkril Karmino skupino Jupitrovih lun.
Po njem se imenuje asteroid 12225 Yanfernández.